# Tibor Sarai
Tibor Sarai (født 10. maj 1919 i Budapest, Ungarn - død 11. maj 1995) var en ungarsk komponist, professor, lærer og violinist.
Sarai studerede som ung violin, men slog senere over i komposition, som han studerede privat hos Pal Kadosa. Han underviste som lærer på Musikkonservatoriet i Budapest og senere som lærer og professor på Budapest Musik Akademi. Sarai har skrevet tre symfonier, orkesterværker, kammermusik, instrumentalværker, korværker, vokalmusik etc. Han havde administrative stillinger f.eks. i det Ungarske Kulturministerium og på Ungarsk Radio.

## Udvalgte værker
- Symfoni nr. 1 (1965-1967) - for orkester
- Symfoni nr. 2 (1972-1973) - for sopran og orkester
- Symfoni nr. 3 (1987) - for orkester